# Манастир Чукљеник
Манастир Чукљеник се налази у истоименом селу Чукљеник, Архијерејског намесништва првог лесковачког Епархије нишке. Није познато када је на овом простори изграђена али највероватније у средњем веку, а данашња у 20. веку. Због историјских и амбијенталних вредности целине представља непокретно културно добро као споменик културе од великог значаја.
Манастир се некада налазио у атару села Накривањ, па се често назива и Накривањски манастир. Црква манастира је посвећена Светом Николи, претвореном у мирску још 1884. године, а некада је постојала и грчка црква Успења Пресвете Богородице. Нема поузданих података о настајању и прошлости манастира, али засигурно манастир је старији од села, које се уз њега формирало тек после Првог српског устанка.

## Положај
Манастир се налази у селу Чукљеник, недалеко од Вучја, јужно од Лесковца, на северним обронцима Кукавице. Комплекс је смештен под ћувиком званом Црквени чукар, одмах после састава Мале и Чукљеничке реке, у општини Лесковац у Јабланичком управном округу.
Географски положај
- Северна географска ширина: 42° 52′ 05"
- Источна географска дужина: 21° 57′ 20"
- Надморска висина: 554 m

## Историја
О историји манастира и саме цркве не зна се много тога. Први пут се под овим именом помиње у турским пописима 1516, 1530. и 1536. године, када је забележено да код села Накривањ налазио манастир са црквом Светог Николе. Манастир је порушен 1575/6. године, али је убрзо обновљен. Манастир се поново помиње у 18. веку и највероватније је поново страдао 1841. године, у време Нишке буне. У време Прве сеобе Срба 1690. године, манастир је посетио пећки патријарх Арсеније Чарнојевић и у њему боравио месец дана, да би 1786. године, у време митрополита нишког Калиника I и калуђера Јоаникија и Игнатија, била подигнута Црква Успења Пресвете Богородице. У 19. веку манастир је посетио и историчар Феликс Каниц. Он је забележио да се „поред темеља разорене црквице Светог Николе налази једва очувана ниска грађевина са полуобличастим сводом и конвенционалним византијским фрескама; поред ње су још, знатно виши, солидан једноспратни конак и споредна зграда у којој налазе смештај побожни ходочасници и излетници, али у оне дане кад накривањски поп овде служи литургију она није дозвољена”. Након ослобођења јужних крајева Србије 1878. године, манастир је 1884. године претворен у парохијску цркву.

### Црква Успења Пресвете Богородице
Током 19. века дошло је до сукоба грчке и српске струје око подизања цркве Св. Богородице у Чукљенику, где су иначе боравили грчки калуђери. Будући да је у то време епископ нишки био Калиник Грк, који је довођењем грчких монаха и градњом цркава покушао грцизацију становништва, 1786. године је, за време грчких калуђера Јоаникија и Игњатија, изграђена грчка црква непосредно поред цркве Св. Николе. Нову цркву осветио је лично владика Калиник, који је наредио да се убудуће службе морају вршити само у тој новој цркви. Та одлука је у народу изазвала револт и протест, па је владика чак наредио да се црква Св. Николе сруши. Међутим, одлуку о рушењу није смео нико да спроведе. Михаило Ристић забележио је да су у цркви Св. Богородице одслужене само две литургије и да је она одмах након тога срушена. Како је црква срушена, да ли се сама срушила или је неко срушио, није познато. Ристић је такође забележио и причу да је некакав мајстор Игњат гледао како се црква зидала од округлог речног белутка и да је одмах прогнозирао рушење исте. Вероватно је то био разлог рушења, мада је можда је незадовољан народ срушио нову цркву, с обзиром да је стара црква Св. Николе била напуштена и да се у њој није служила литургија.
Постоји и легенда о рушењу цркве Свете Богородице која каже да је поред цркве становао поп Михаило, а заједно са њим и неки стари црквењак. Једне ноћи се у сну попу јавио старац са белом брадом и рекао му: „Михаило, иди с црквењака у голему, грчку цркву, извуците двери, иконе и друго, црква ће се сруши.” Поп Михајло се пробудио, отишао црквењаку, међутим он је спавао, а поп није хтео да га буди. Помислио је да му се у сну само нешто учинило, па се вратио да спава. Старац му се поново јавио у сну и рекао исто — да спречи пропаст многих црквених реквизита јер ће се црква срушити. Како се поп опет успавао, старац му је и трећи пут дошао у сан са истим захтевом. Овога пута је Михаило кренуо ка цркви, а успут срео црквењака, који је такође добио поруку од свеца. Они су отишли, изнели све што је могло да се изнесе и у том тренутку се црква срушила. Легенда каже да је то било на дан Светог Тодора.

Много тога у овим причама проте Драгутина Ђорђевића се не слаже, па се оба предања могу одбацити. 
| „ | Примера ради, натписи на фрескама у данашњем храму светог Николаја су потписане грчким језиком, а иконе на иконостасу словенским. Вероватније је да је храм Успења Пресвете Богородице који се срушио био храм који су подигли Срби, а да су сачувани светог Николаја подигли грчки монаси. | ” |

Данас постоји црква Свете Богородице, грчка црква, коју је реконструисао свештеник Сава Аврамовић, парох стројковачки. Она је дугачка 6 метара, широка 3,5 и висока 3 метра. Од старе цркве данас су сачувани само свети Престо и иконе које су постављене на иконостас цркве Св. Николе.

## Архитектура и унутрашњост
Црква је мала, једнобродна, полуобличасто засведена црква са полукружном апсидом и истовремено зиданом припратом, која припада типу храмова са прислоњеним луковима. Горње партије зидова и свод цркве сачували су минуциозно изведене зидне слике, дело даровитих грчких сликара 18. века. Спољна припрата је накнадно дограђена. Југоисточно од цркве смештен је параклис. У црквеном дворишту је до Другог светског рата постојао и велики конак на спрату, подигнут 1853. године, смештен северозападно од цркве, уз обимни зид. Просторије овог конака коришћене су за једну од прве две школе манастирског типа у Поречју пре ослобођења од Турака. Манастирска црква је након ослобођења, 1884. године, претворена у мирску. Живописана је, али су фреске данас прилично потамнеле од дима, с обзиром да је црква била паљена.
Ван порте, на самом саставу Мале и Чукљеничке реке, налази се веома добро очувана манастирска воденица поточара, која је, према натпису на опеци, подигнута 1786. године. Својом старином и димензијама, организацијом простора и градњом у којој се применом косника наглашава декоративност, она представља репрезентативан пример народног неимарства. Веома је карактеристичан запис на црквеној воденици на самом саставу Мале и Чукљеничке реке. Запис потиче из 1786. године и гласи: „На лето, господње 1786. год. тој пише оче Јоаникије сеј и Игњатије”, што указује на то да је ове године или подигнута или реновирана манастирска воденица и да су у манастиру у том периоду били калуђери Јоаникије и Игњатије. Воденица  која је и даље у функцији недавно је обновљена.
У цркви се налази и необична икона Св. Архангела Михаила на којој он држи ђавола за косу и убија га. Поред иконе, у цркви се чува и бакротиск на свили Вазнесење Христово са представом Пећке патријаршије, дело Христофора Жефаровића, који је 1743. године посетио манастир и поклонио му бакротиск. У цркви се данас чува минеј који је манастиру поклонио свештеник Костадин Николић 1873. године. Непосредно поред порте храма налази се очувана манастирска воденица, која и даље функционише, а која је, према запису калуђера Игнатија, подигнута 1786. године. Осамдесетих година 20. века изведена је превентивна заштита цркве и воденице.

## Влајков споменик
У порти храма налази се споменик погинулим војницима и цивилима пострадалим у Српско-турском рату. Поред тога, у порти цркве, крај самог храма постоји споменик Влајку Раденковићу (Стојановићу), великом борцу заслужном за ослобођење Лесковца и целог краја из Голешнице код Алексинца који је погинуо у Вучју, 22. децембра 1877. године. Споменик је подигнут 1907. године. Висок је 3,25 метара, у виду пирамиде и са свих страна утиснут је текст са подацима о овом борцу. На једној страни стоји написано: „Не нам, не нам но имену твојему”. На западној страни: „Овде лежи четовођа Владимир син Стојана и Стане Раденковић рођен у Галешници, окр. алексиначки, 14. септембра 1850 год”. На јужном делу је записано: „Погину у борби за свога краља, веру и отаџбину 22. децембра 1877 год. бранећи се са усташама ср. лесковачког у Вучју. Вечна му памет”. На источном делу споменика су следећи подаци: „Белег овај подиже му благодарни народ среза Лесковачког руковођен својим врлим ср. начелником Миланом Стефановићем. Слава му”.